# Testex
Die Testex AG (Eigenschreibweise: TESTEX AG) ist ein global tätiges und unabhängiges Schweizer Prüf- und Zertifizierungsunternehmen mit Schwerpunkt in der Textilprüfung. Die Testex AG ging aus der 1846 gegründeten Seidentrocknungsanstalt Zürich hervor und unterhält heute weltweit rund 30 Niederlassungen. Testex ist der offizielle Repräsentant der Oeko-Tex-Gemeinschaft in China (inklusive Hongkong), Taiwan, Indonesien, Südkorea, Australien, Kanada, Malaysia, den Philippinen, Mauritius, Madagaskar und der Schweiz.

## Geschichte

### Vorgeschichte
Bereits um 1237 wurde Rohseide von Como aus via Walenstadt nach Zürich gebracht. Bei ihrer Ankunft in Zürich wurde die Ware unweit der Helmhausbrücke verladen und schließlich in einem Kaufhaus beim Fraumünster verkauft. Um das „Leergewicht“ der Seide bestimmen zu können, muss diese vollständig getrocknet werden, dies hängt jedoch stark von der Luftfeuchtigkeit ab. Das Material entzieht der Luft ihre Feuchtigkeit, saugt sich voll und gewinnt dadurch an Gewicht. Diese Eigenschaften erschweren die Gewichtsbestimmung bei der Rohseide, wodurch sich die Notwendigkeit einer unabhängigen „Wäge Anstalt“ ergab. Die unabhängigen Institutionen trockneten die Seide aller Händler nach denselben Verfahren und ermöglichten so einen gerechten Seidenhandel. Die Seidentrocknungsanstalt ist also per Definition: „Eine neutrale Stelle, deren Prüfungsergebnisse von beiden Vertragsparteien als bindend anerkannt werden.“
So kam es, dass die erste Seidentrocknungsanstalt am 8. April 1724 in Turin ihre Pforten öffnete. Sie blieb lange die einzige ihrer Art. Erst 1779 wurde in Lyon die zweite Anstalt eröffnet. Seit der Eröffnung der Turiner-, Lyoner- und Mailänder-Anstalten folgten rasch weitere Gründungen in Elberfeld, Krefeld, Saint-Étienne, Wien, die schweizerischen Anstalten und schließlich auch in New York, Yokohama, Kobe, Shanghai und Guangzhou.

### 1846–1869: Gründung der Seidentrocknungsanstalt
Um 1846 erlebten Seidenhandel und Seidengewerbe einen großen Aufschwung. Es war daher naheliegend, dass man nicht länger von ausländischen Trocknungsanstalten abhängig sein wollte. So kam es, dass ein „provisorisches Comité“ die Gründung einer Seidentrocknungsanstalt („Siidetröchni“) in Zürich beschloss. Am 22. September 1846 genehmigte die konstituierte Generalversammlung schließlich die Statuten und das Unternehmen Seidentrocknungsanstalt Zürich – Vorläufer der heutigen Testex AG – wurde gegründet. Rund 50 Seidenfachleute fanden sich im „Zunfthaus zum Zimmerleuten“ ein, um den Vorstand für die neugegründete Institution zu bestimmen. Anders als die Anstalten in Lyon oder Turin wurde die Zürcher Seidentrocknungsanstalt nicht als öffentliche Anstalt, sondern als Aktiengesellschaft gegründet. Sie war somit eine der ersten Aktiengesellschaften im Kanton Zürich. Als Verwaltungsratspräsident wurde Oberst Heinrich von Muralt-Stockar gewählt, Sohn des damaligen Zürcher Bürgermeisters Hans Conrad von Muralt; zum Direktor wurde Herr Schwarzenbach-Imhof ernannt. Der Verwaltungsrat tagte erstmals drei Tage später und der Betrieb wurde am 24. Juni 1847 aufgenommen.

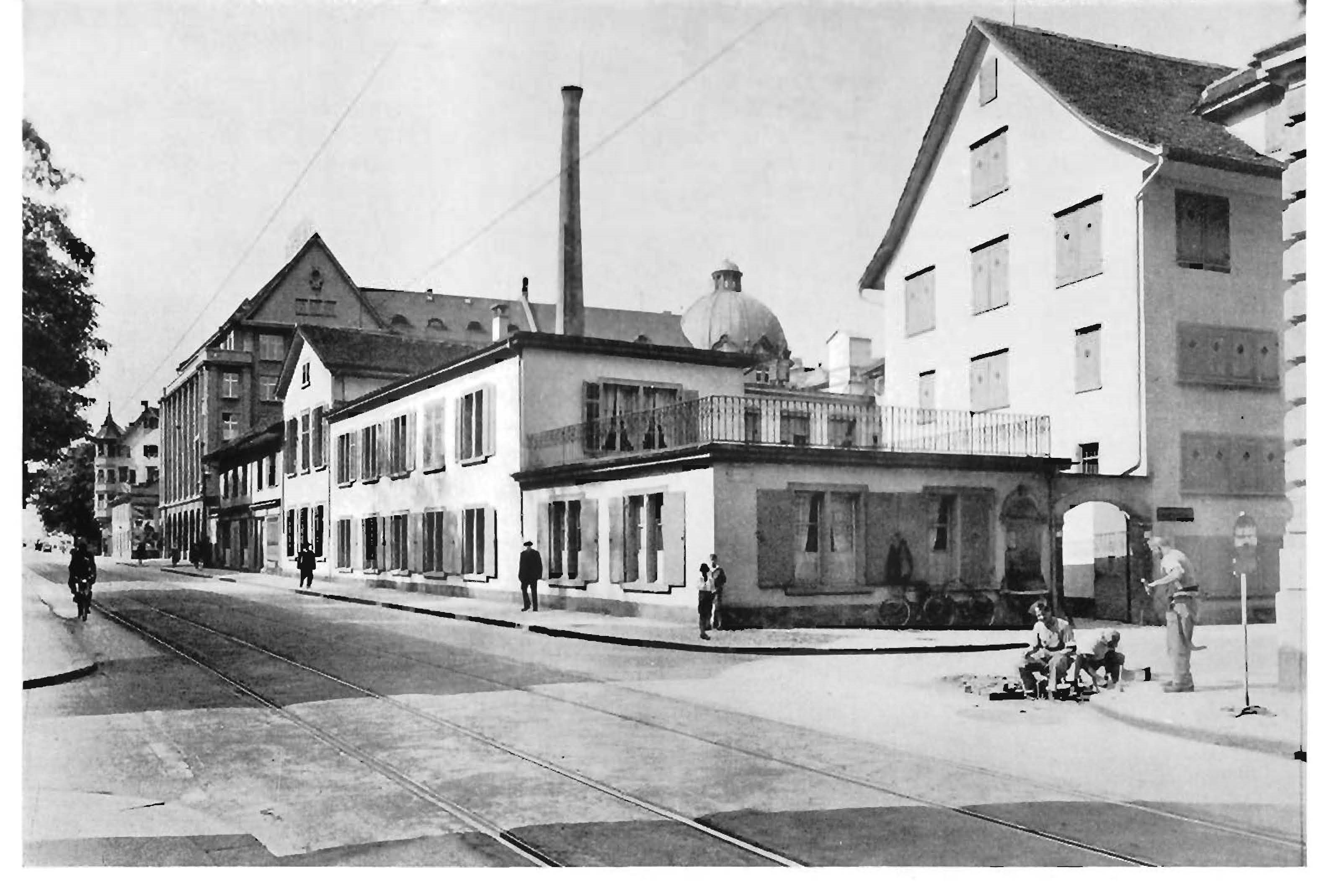
Die Seidentrocknungsanstalt Zürich im Gebäude des „Weissen Bären“

Damals verfügte man noch über keine Erfahrung auf dem Gebiet der Seidentrocknung, die Anstalt schaffte es jedoch trotzdem kaum, den Bedarf zu befriedigen. Es fanden in grösserem Masse Handelsgewichtsfeststellungen für die Basler Bandindustrie statt, weshalb zum 1. Oktober 1849 eine zweite Filiale in Basel eröffnet wurde. Mit der Gründung der Zürcherischen Seidenindustrie Gesellschaft (ZSIG) 1854 entstand ein Verein aktiver und heute ehemaliger Unternehmen der zürcherischen Seidenindustrie. Aufgrund raschen Wachstums und akuter Platznot wurde um 1861 die neue Räumlichkeit der Seidentrocknungsanstalt, zum „Weissen Bären“ an der Ecke Bärengasse und Talstrasse, erworben. Nach zweijährigen Umbauten und der Einrichtung erfolgte 1863 der Umzug.

### 1870–1919: Unruhige Fahrwasser und die Blütezeit der Seidenindustrie

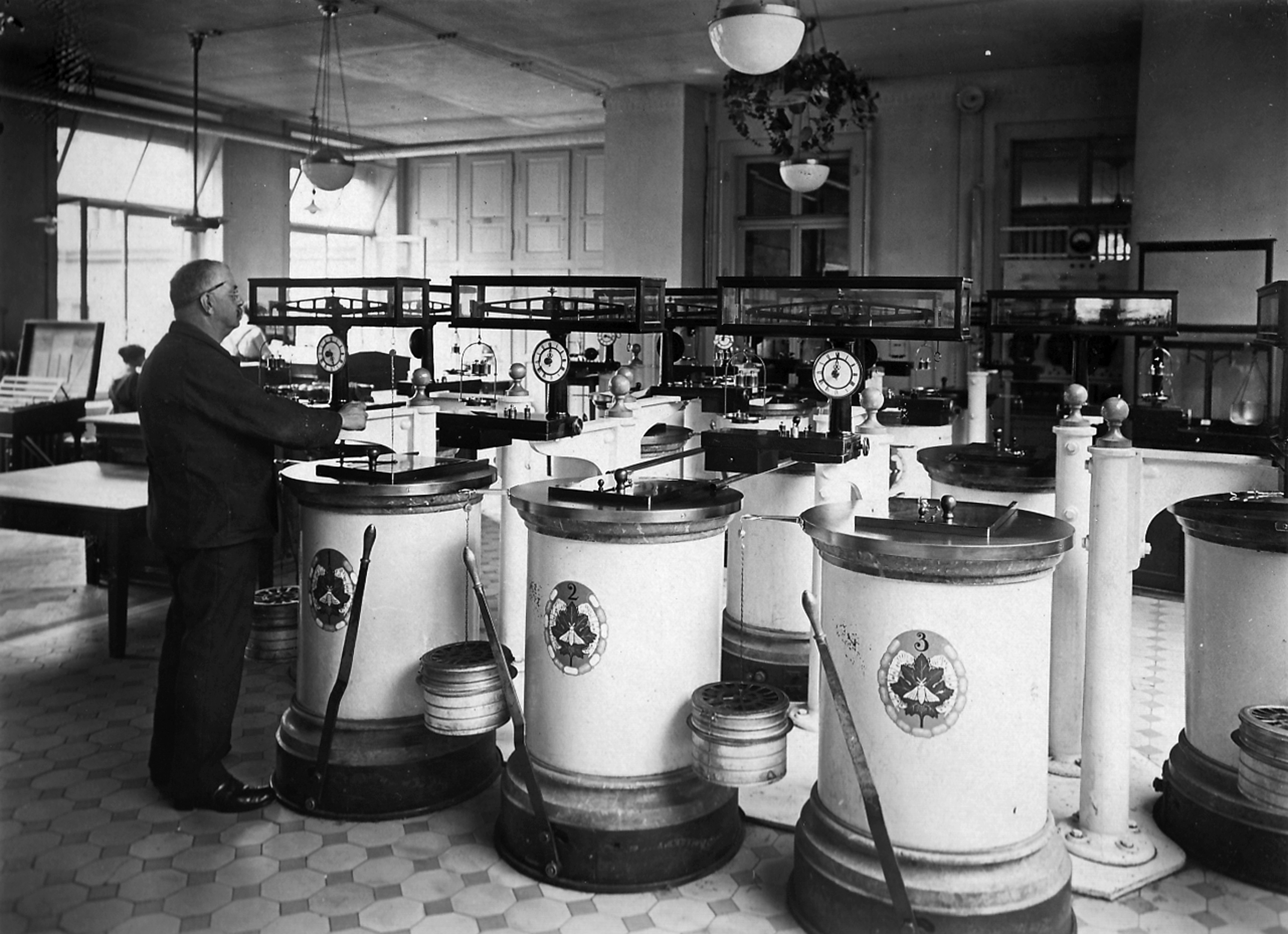
Trocknungsöfen der Seidentocknungsanstalt Zürich um 1918

Nach dem Umzug in den Weissen Bären prüfte die Anstalt in den größeren Räumlichkeiten nicht nur die Feuchtigkeit und das Gewicht, sondern auch die Feinheit und die Festigkeit der Seidenfasern. Ein weiteres Standbein der Zürcher Seidentrocknungsanstalt entwickelte sich mit dem Ausbau von Logistikdienstleistungen; das Lagerhausgeschäft und der Speditionsdienst wurden ins Dienstleistungsportfolio der Anstalt aufgenommen. 1872 löste sich der Basler Standort organisatorisch und finanziell von der Zürcher Muttergesellschaft. Im Jahr 1900 stammten die Hauptabnehmer von den Seidenartikeln des Unternehmens aus England.
In der zweiten Hälfte des 19. Jahrhunderts läuteten die Freihandelspolitik und technische Fortschritte, wie das Telefon oder der Telegraf, eine Blütezeit für den Seidenhandel ein. Die Fertigstellung des Sueskanals im Jahre 1869 und der Anschluss an die Gotthardbahn von 1882 erleichterten den internationalen Handel zudem immens. Durch die konstante Weiterentwicklung der Seidentrocknungstechniken und die verbesserte Logistik und Lagerung der Seide avancierte Zürich zum Dreh- und Angelpunkt des internationalen Seidenhandels.
Bis 1914 gehörte das Unternehmen gemeinsam mit den Trocknungsanstalten in Lyon und Mailand zu den umsatzstärksten Seidentrocknungsanstalten Europas. Der Erste Weltkrieg sorgte im Allgemeinen für eine Vielzahl von Umwälzungen und Veränderungen, die sich auch auf die schweizerische Seidenwirtschaft auswirkten. Die Heimatländer der Anstalten in Mailand, Turin, Lyon, Krefeld und später auch Tokio und New York befanden sich alle im Krieg. Dies begünstigte die Seidenindustrie in Zürich immens und sie verzeichnete zwischen 1915 und 1917 Rekordumsätze. Die Schweiz wurde als Volkswirtschaft weitgehend von ausländischen Absatzmärkten getrennt. Der Seidenhandel war von Rationierungsmaßnahmen zwar ausgenommen, wurde aber wie alle anderen Textilbranchen dem Schweizerischen Textil-Syndikat unterstellt. Einzig die Ausfuhr wurde durch die vom Bundesrat erlassene Exportgarantie erleichtert.

### 1920–1945: Kriegskonjunkturen und die Neuausrichtung der Seidentrocknungsanstalt

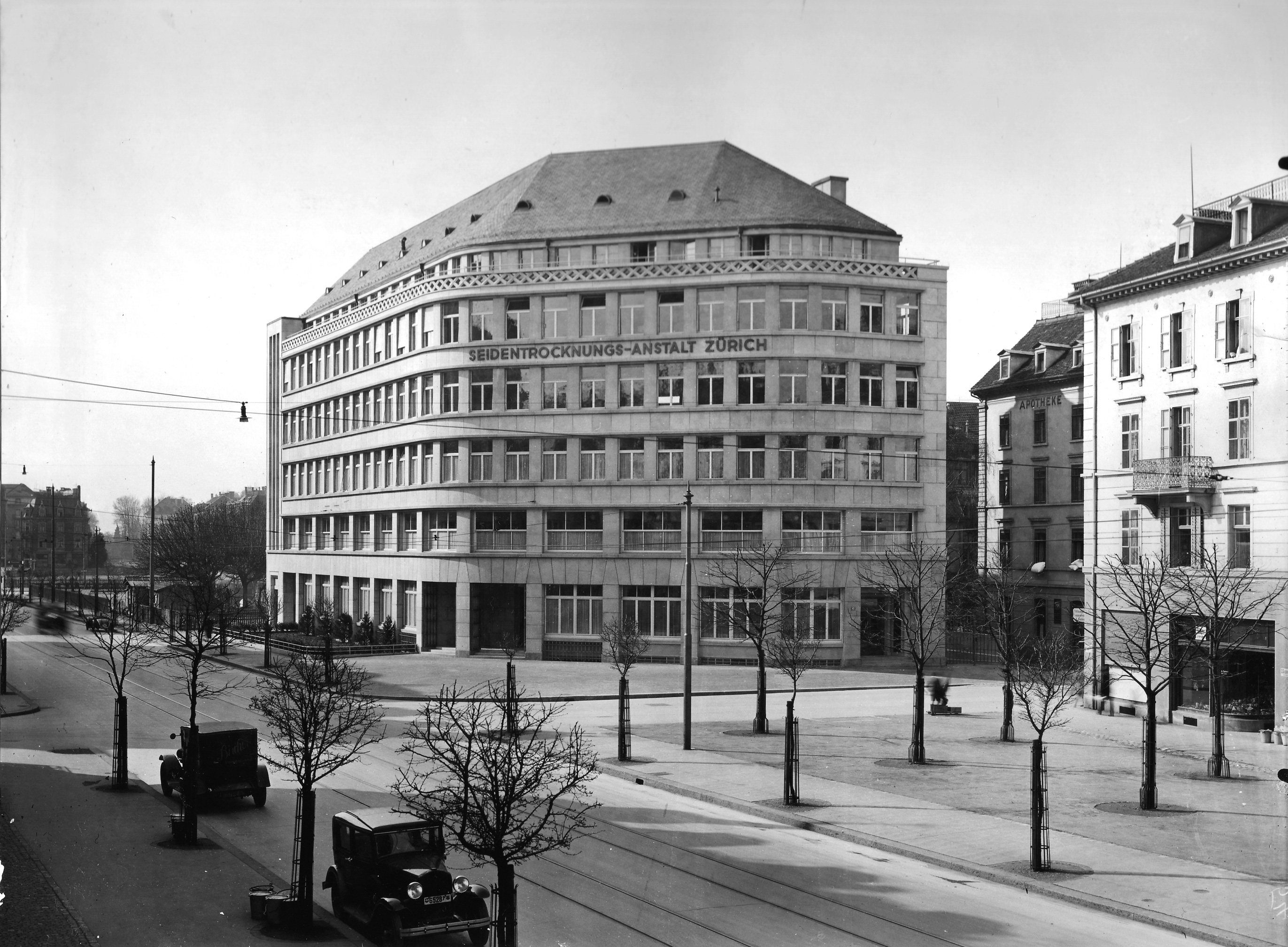
Neubau des heutigen Firmendomizil im April 1932, Gotthardstrasse 61, Zürich

Durch Einflüsse aus der Modeindustrie wurde Mitte der 1920er-Jahre die Prüfung von Kunstseide und Kreppgarnen diskutiert. Das Unternehmen beschaffte sich eine sog. Seriplane-Machine, mit welcher die Qualität der Seide geprüft werden konnte. Ferner begann der Betrieb eines Labors, in dem quantitative Analysen an Kreppseide vorgenommen wurden. Die Zürcher Trocknungsanstalt wurde durch die Weltwirtschaftskrise 1929 und den resultierenden starken Rückgang des Exportes hart getroffen. Noch 1915/1916 wurden hier mehr als 2000 Tonnen Seide verarbeitet, 1943 waren es gerade noch 59 Tonnen.
Die Räumlichkeiten zum Weissen Bären blieben bis 1932 in Betrieb und wurde dann durch den heutigen Firmenhauptsitz in der Gotthardstrasse 61 in Zürich Enge abgelöst. Dieser wurde am 14. April 1932 offiziell eingeweiht.
Während des Zweiten Weltkriegs konnte die Seidentrocknungsanstalt Zürich dank der Kriegswirtschaft bessere Margen erzielen, profitierte jedoch insgesamt nur wenig. Ab 1944 erfuhr die Seide einen gewissen Aufschwung, da Wolle und Baumwolle vorübergehend knapp wurden. Nach Kriegsende begann das Seidengeschäft wieder aufzublühen.

### 1946–1970: Neue Märkte und starke Herausforderungen für die Seidenindustrie
Die Geschäfte der Zürcher Seidentrocknungsanstalt liefen nach dem Ende des Zweiten Weltkriegs zunächst vergleichsweise gut. Trotz der ab 1952 weitgehend stagnierenden beziehungsweise ab den 1960er-Jahren nochmals sinkenden Umsätze im Bereich der Seide gelang es der Zürcher Seidentrocknungsanstalt, schwarze Zahlen zu schreiben. Das war nicht zuletzt darauf zurückzuführen, dass in immer grösserem Masse auch andere Gespinste, bspw. Kunstfasern, in Zürich gewogen, konditioniert und geprüft wurden.
Als nach dem Korea-Boom 1952 die Geschäfte wieder einbrachen, begann der Verwaltungsrat der Zürcher Seidentrocknungsanstalt den weiteren Ausbau der Textilprüfungen intensiver in den Blick zu nehmen. Parallel dazu wurden nach dem Zweiten Weltkrieg in der Textilindustrie die nationale und internationale Normung in Angriff genommen. Zu Beginn der 1960er-Jahre wurde ein großes Aktienpaket an die ZSIG verkauft, die damit zur größten Aktionärin der Zürcher Seidentrocknungsanstalt wurde.

### 1970–1981: Transformationsprozesse

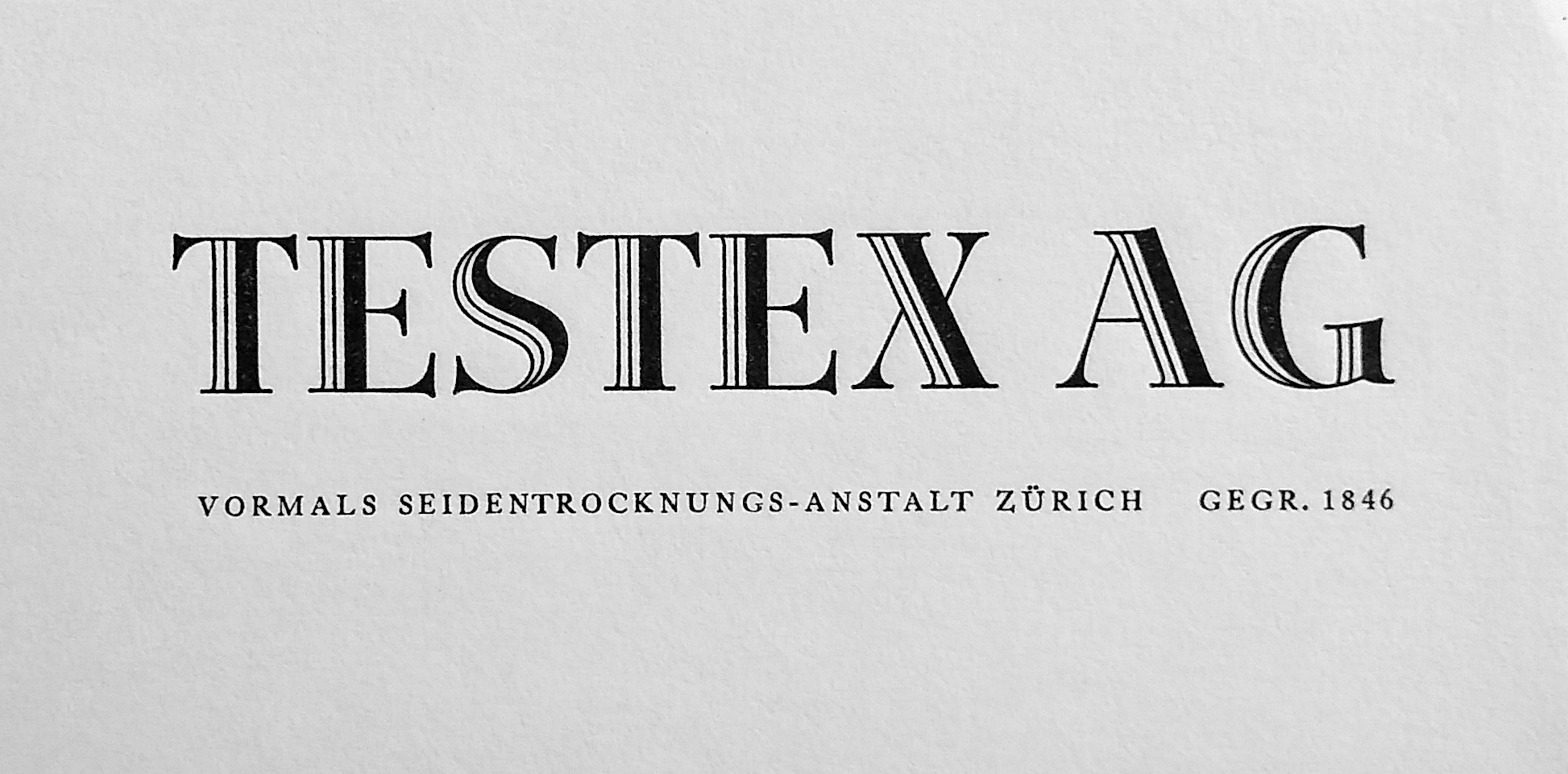
Neuer Firmenname und Logo ab 1970: Testex AG.

Ein Trend der 1960er-Jahre, der sich auch in den Umsätzen der Anstalt ablesen lässt, ist der Bedeutungsverlust der Seide. Um diesem entgegenzuwirken, firmierte die Anstalt ab 1970 unter der Bezeichnung Testex AG, Testinstitut für die Schweizerische Textilindustrie.  Damit wurde der Grundstein für die Neuausrichtung zum modernen Prüfbetrieb gelegt. In der Folge dehnte die Testex ihr Prüfgebiet immer weiter auf andere Fasern aus und entwickelte sich von einer Institution der Seidenindustrie zu einer spartenübergreifenden Institution.

### 1981–1993: Textilprüfung im Fokus
Zu Beginn der 1980er-Jahre blieb der Betrieb der Testex defizitär. Das Unternehmen machte es sich zum Ziel, die Bekanntheit des Unternehmens über die Seidenindustrie hinweg zu steigern und die Testex als unabhängiges, neutrales Schweizer Textilprüfungsinstitut zu etablieren. Um diesen Anspruch zu untermauern, wurden grössere Summen in die Baumwollprüfung investiert. Mitte der 1980er-Jahre umfasste die Prüfpalette der Testex Fasern, Garne sowie textile Flächengebilde wie Stoffe, Fertigartikel und Halbfabrikate aus unterschiedlichen Rohstoffen. Sie konnten gemäß national und international gültiger Normen bei der Testex geprüft werden.
Anfang der 1990er-Jahre erschloss sich die Testex zusätzlich das Feld der Schadstoffprüfungen. Als Reaktion auf das gesteigerte öffentliche Interesse und den Wunsch der Menschen nach gesundheitlich unbedenklichen Textilprodukten wurde im März 1992 die Oeko-Tex-Gemeinschaft gegründet, wobei die Testex AG als eines der Gründungsmitglieder fungierte. Im Jahre 1993 folgte der Beitritt zur Oeko-Tex Gemeinschaft und somit auch die Aufnahme von humanökologischen Textilprüfungen.

### 1994–2006: Der Aufbruch ins neue Jahrtausend

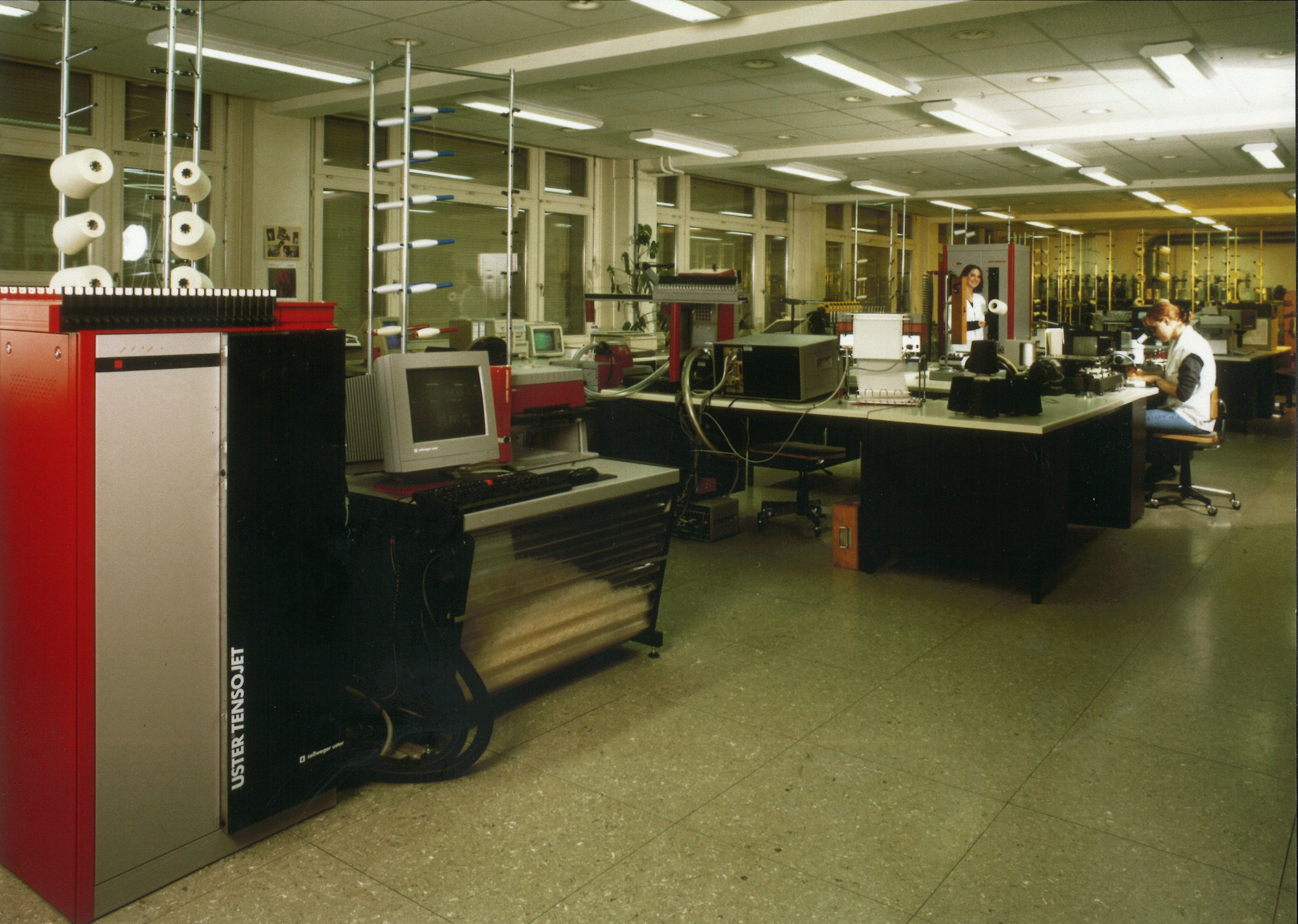
Testex-Computerlabor (um 1995).

Ab den 1990er-Jahren expandierte das Unternehmen über Stadt- und Ländergrenzen hinaus. Als wichtige Weichenstellung ist so unter anderem die Gründung der ersten Auslandsniederlassungen in Hongkong 1995 und in Shanghai 1999 zu benennen. Die zunehmende Globalisierung motivierte viele Unternehmen der Textilbranche ihre Produktion – wenn nicht ohnehin schon geschehen – nun ins lohnniedrigere Ausland zu verlagern und auf die passive Lohnveredelung zu setzen. Die höchsten Umsätze erzielte die Testex in den 1990er-Jahren zwar noch immer in der Schweiz, gefolgt von Europa, doch von nun an begann eine starke Verschiebung hin zum asiatischen Markt. Im Jahr 2000 sorgten die beiden chinesischen Niederlassungen bereits für zwei Drittel des Prüfumsatzes der Testex.
Ab Mitte der 1990er-Jahre stand nicht mehr nur das Textil als solches im Mittelpunkt des Interesses, sondern der Fokus richtete sich vermehrt auf die Produktionsbedingungen, unter denen es entstanden war. Mit dem 1995 eingeführten Oeko-Tex Standard 100 wurden nun weitere Parameter in die Bewertung einbezogen. Zur Jahrtausendwende beschäftigte die Testex bereits 32 Mitarbeiterinnen und Mitarbeiter.

### 2007-heute: Konsolidierung und globale Expansion

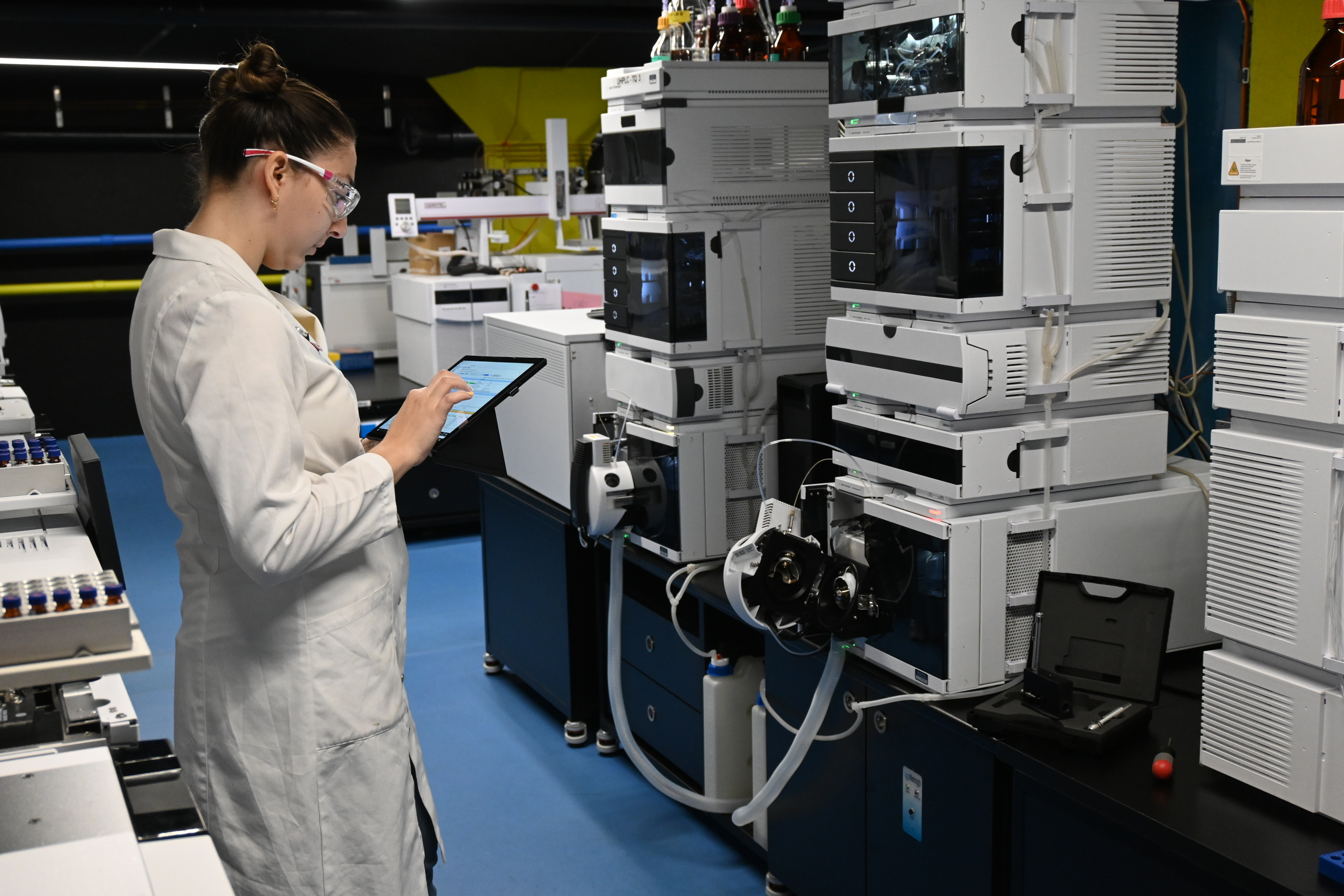
Testex-Labor, 2021

In den späten 2000er-Jahren blieb der asiatische Markt von zentraler Bedeutung. Die Weltfinanzkrise 2007–2008 schlug sich in den Geschäftszahlen der Testex nur marginal nieder. Die Oeko-Tex-Zertifizierungen entwickelten sich mit Abstand zum wichtigsten Geschäftsbereich der Testex und auf diesen Kern fokussierte das Unternehmen einen Grossteil seiner Ressourcen. Seit 2010 wurden jährlich neue Niederlassungen eröffnet. 2013 wurde das Institut für Ökologie, Technik und Innovation (ÖTI) in Wien übernommen.
Da die Tests ausschließlich an den Standorten in Wien und Zürich stattfanden, wurde die Betriebsfläche in Zürich sukzessive vergrößert. Durch den Umbau des Labors im Jahr 2010 erweiterte Testex den Standort um 160 Quadratmeter Nutzfläche.
Heute zeugt bei Testex nicht mehr viel von der Seidentrocknung. Die seidenen Zeiten Zürichs gehören der Vergangenheit an und auch die gesamtschweizerische Textilindustrie ist längst rückläufig. Die Seidentrocknungsanstalt ist dem Untergang jedoch entkommen. Heute zählt die Testex AG zu den weltweit größten Prüfinstituten für Textilien. Insbesondere seit der Jahrtausendwende erfuhr sie ein großes Wachstum. Zählte die Testex AG Ende 2006 noch 66 Mitarbeitende, so sind es 2017 über 300 Beschäftigte an über 30 Standorten weltweit.

## Geschäftsbereiche

### Analytische Prüfungen
Das nach ISO 17025 akkreditierte analytische Labor der Testex führt zahlreiche analytische Prüfungen auf Schadstoffe, Rückstände und Spuren durch. Geprüft und auditiert wird nach Vorgaben der Oeko-Tex-Gemeinschaft, angeboten werden Prüfungen nach dem STANDARD 100, MADE IN GREEN, STeP, ECO PASSPORT, DETOX TO ZERO, und LEATHER STANDARD.

### Textilphysikalische und -chemische Prüfungen
Testex führt textilphysikalische und textilchemische Prüfungen an Fasern, Garnen/ Zwirnen, Geweben, Maschenwaren, Vliesstoffen und Fertigprodukten durch. Die Dienstleistungen beinhalten zusätzlich bekleidungsphysiologische Prüfungen an Flächengebilden, fertig konfektionierten Textilien und die Prüfung der Anforderungsnormen nach ISO 17065 von persönlichen Schutzausrüstungen (PSA). Im Bereich UV-Schutzkleidung wird die Zertifizierung nach UV Standard 801 angeboten.

## Unternehmensstruktur
Die Testex AG ist eine Aktiengesellschaft mit Sitz in Zürich. Hauptaktionär ist bis heute die Zürcherische Seidenindustriegesellschaft (ZSIG).
Mit der ÖTI GmbH (Österreich), der PT. Testex (Indonesien), der Swiss Textile-Testing Ltd. Hong Kong und der Testex Textile Testing Co. Ltd. Beijing hat die Testex AG Tochtergesellschaften im In- und Ausland.